# 긍구당
긍구당(肯構堂)은 대한민국 경상북도 안동시 도산면 운곡리에 있는 건축물이다. 1973년 8월 31일 경상북도의 유형문화재 제32호로 지정되었다.

## 개요
조선 중기 문신 농암 이현보(1467∼1555)의 종가 별당이다.
영천 이씨 소윤 이헌공이 지었는데, 훗날 이현보의 아들 이문량이 낡은 건물을 다시 고쳐 지었다. ‘긍구당’은 서경(書經)에서 따 온 귀절로, 조상의 업적을 길이 이어 받으라는 뜻이며 현판은 영천자 신잠(1491∼1554)이 썼다. 지금 있는 건물은 안동댐 건설로 1975년 옮긴 것이다.
앞면 3칸·옆면 2칸반 규모의 ㄴ자형 건물이며, 지붕 옆면이 여덟 팔(八)자 모양인 팔작지붕집이다.
긍구당은 작은 규모로 건물 꾸밈새가 소박하나 앞면에 넓은 마루가 있어 여유와 운치가 느껴지는 조선 중기 이후 건물이다.

## 참고 자료
- 긍구당 - 국가유산청 국가유산포털